# بريتني فيريز
بريتني فيريز (بالإنجليزية: Brittany Ferries)‏ هي علامة تجارية فرنسية تتبع شركة باي بريتاني أنجليتير أيرلندا للخطوط الملاحية للنقل بالعبارات. تخدم النقل بين فرنسا وبين ايرلندا،والمملكة المتحدة وأيضا بين المملكة المتحدة وإسبانيا، وتأسست في عام 1973.

## نبذة تاريخية
تأسست شركة باي بريتاني أنجليتير أيرلندا على يد الكسيس جورفينيك من خلال العمل مع زملائه من مزارعي بريطون. ضغط جورفنيك من أجل تحسين البنية التحتية لبروتاني، بما في ذلك تحسين الطرق وشبكة الهاتف والتعليم والموانئ. وبحلول عام 1972 نجح في تأمين التمويل اللازم وتطوير ميناء في روسكوف. لم يكن لدى الكسيس جورفينيك أي رغبة في تشغيل خدمة للعبارات، ولكن لعدم رغبة المشغلين في ذلك الوقت في إستغلال تلك الفرصة.
بدأت الشركة في الإبحار في 2 يناير 1973 بين ميناء روسكوف في بروتاني وبليموث في جنوب غرب إنجلترا، باستخدام عبّارة شحن عملت سابقا كحاملة دبابات إسرائيلية. في ذلك الوقت كان الهدف الأساسي للشركة هو استغلال الفرص التي يوفرها دخول المملكة المتحدة إلى السوق المشتركة (سابقة على الاتحاد الأوروبي) من أجل التصدير مباشرة إلى الأسواق في المملكة المتحدة. في عام 1974 تبنت الشركة اسم بريتني فيريز كعلامة تجارية لخدماتها.

## الأسطول الحالي
| السفينة        | بني في عام | الدخول في الخدمة | الحمولة   | الطول    | العرض  | السرعة    | النوع         | التسجيل  | حالة السفينة          |
| -------------- | ---------- | ---------------- | --------- | -------- | ------ | --------- | ------------- | -------- | --------------------- |
| أرموريك        | 2009       | 2009             | 29٬468 GT | 168.30 م | 26.8 م | 25 عقدة   | عبارة سياحية  | مورلي    | تحت التطوير           |
| بارفلور        | 1992       | 1992             | 20٬133 GT | 158.7 م  | 23.3 م | 19.5 عقدة | عبارة سياحية  | تشيربورج | تم التعويم في كان     |
| بريتاني        | 1989       | 1989             | 24٬534 GT | 152.80 م | 26.0 م | 21 عقدة   | عبارة سياحية  | مورلي    | تم التعويم في لو هافر |
| كاب فينيستير   | 2001       | 2010             | 32٬728 GT | 203.90 م | 25.0 م | 28 عقدة   | عبارة سياحية  | مورلي    | تم التعويم في لو هافر |
| كونيمارا       | 2007       | 2018             | 27٬414 GT | 186.50 م | 25.6 م | 24 عقدة   | خدمة اقتصادية | ليماسول  | في الخدمة             |
| كوتينتين       | 2007       | 2007             | 22٬252 GT | 167.00م  | 26.80م | 23 عقدة   | سفينة شحن     | تشيربورج | في الخدمة             |
| غاليسيا        | 2020       | 2020             | 41٬671 GT | 214.50 م | 27.8 م | 22 عقدة   | عبارة سياحية  | مورلي    | في الخدمة             |
| باليكان        | 1999       | 2016             | 12٬076 GT | 155.5 م  | 22.7 م | 20 عقدة   | سفينة شحن     | مارسيليا | في الخدمة             |
| مونت سنت ميتشل | 2002       | 2002             | 35٬586 GT | 173.95 م | 28.5 م | 22 عقدة   | عبارة سياحية  | كان      | في الخدمة             |
| نورماندي       | 1992       | 1992             | 27٬451 GT | 161.40 م | 26.0 م | 20.5 عقدة | عبارة سياحية  | كان      | في الخدمة             |
| بونت آفين      | 2004       | 2004             | 40٬859 GT | 184.3 م  | 31.0 م | 27 عقدة   | عبارة سياحية  | مورلي    | تم التعويم في لو هافر |
| سلمنكا         | 2020       | 2020             | 41٬671 GT | 214.50 م | 27.8 م | 22 عقدة   | عبارة سياحية  | ليماسول  | -                     |

## المسارات

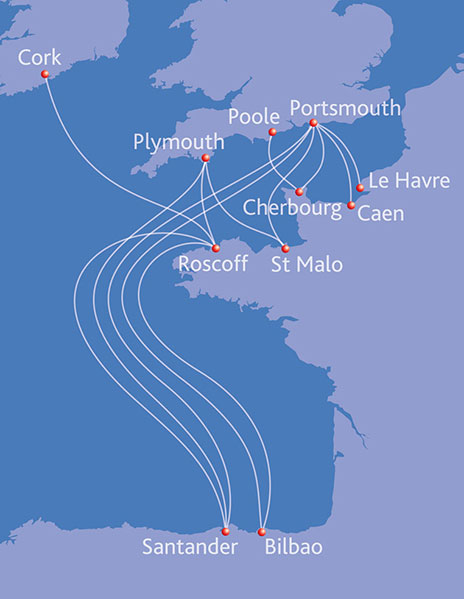
خارطة المسارات

| المسار               |
| -------------------- |
| بورتسموث ⇄ كان       |
| بورتسموث ⇄ لو هافر   |
| بورتسموث ⇄ تشيربورج  |
| بورتسموث ⇄ سان مالو  |
| بورتسموث ⇄ سانتاندير |
| بورتسموث ⇄ بلباو     |
| بول ⇄ تشيربورج       |
| بول ⇄ بلباو          |
| بليموث ⇄ روسكوف      |
| بليموث ⇄ سانتاندير   |
| كورك ⇄ روسكوف        |
| روسلير ⇄ سان مالو    |
| روسلير ⇄ روسكوف      |
| روسلير ⇄ تشيربورج    |
| روسلير ⇄ لو هافر     |
| روسلير ⇄ بلباو       |

## وصلات خارجية
- الموقع الرسمي